# フトコロガイ
フトコロガイ（学名: Euplica scripta） は、新腹足目のフトコロガイ科に属する1cmくらいの小さい巻貝である。房総以南の磯で普通に見られる。

## 外観
殻は2cm以下。白地に黄褐色や黒褐色の斑点が並ぶことが多いが、模様には変異が多い。殻口は狭く、肩が張っていて、殻口の両縁に歯状の刻みがある。

## 分布
房総半島以南から太平洋、インド洋にかけて。岩礁の海藻上に棲む。